# Monte Sermitsiap

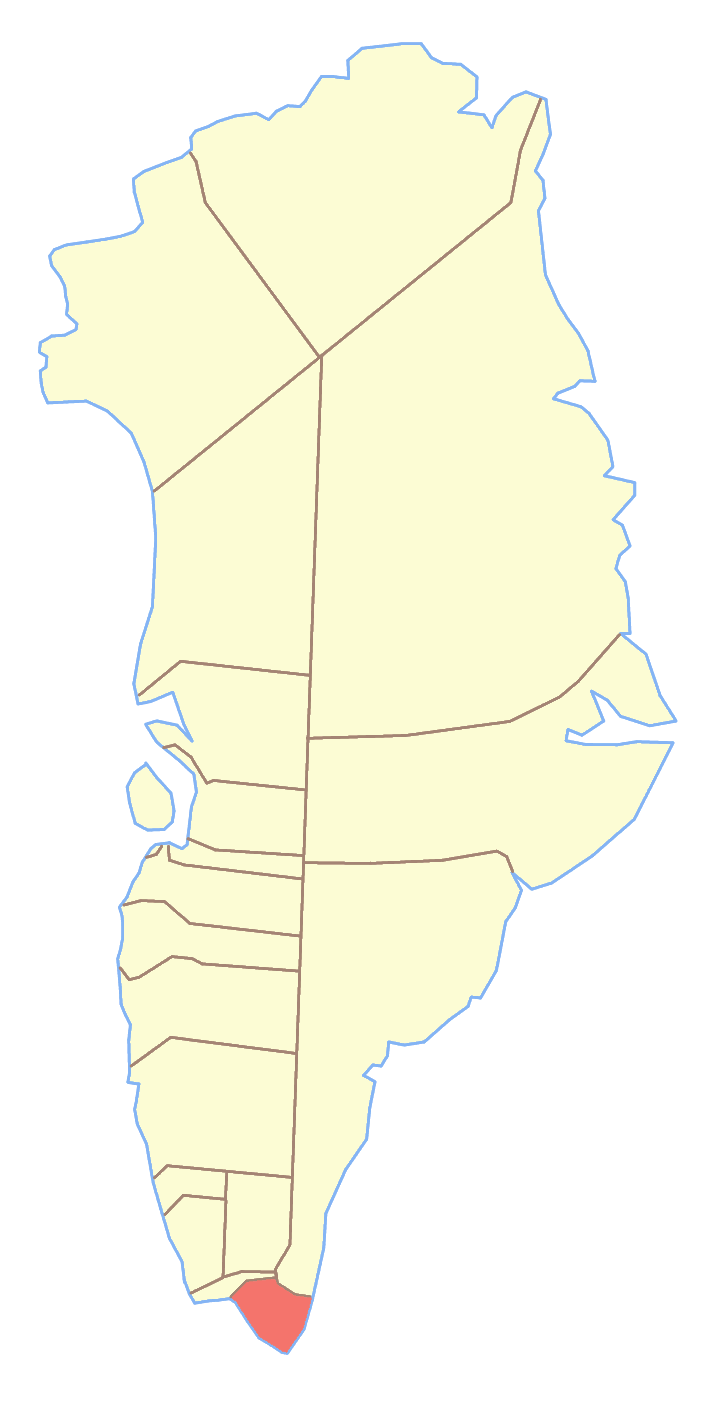
Ex comune di Nanortalik, dove si trovava il Monte Sermitsiap

Il monte Sermitsiap (groenlandese: Sermitsiap Qaqqaat) è una montagna della Groenlandia di 1417 m. Si trova a 60°33'N 44°25'O; appartiene al comune di Kujalleq.